# Гітарист

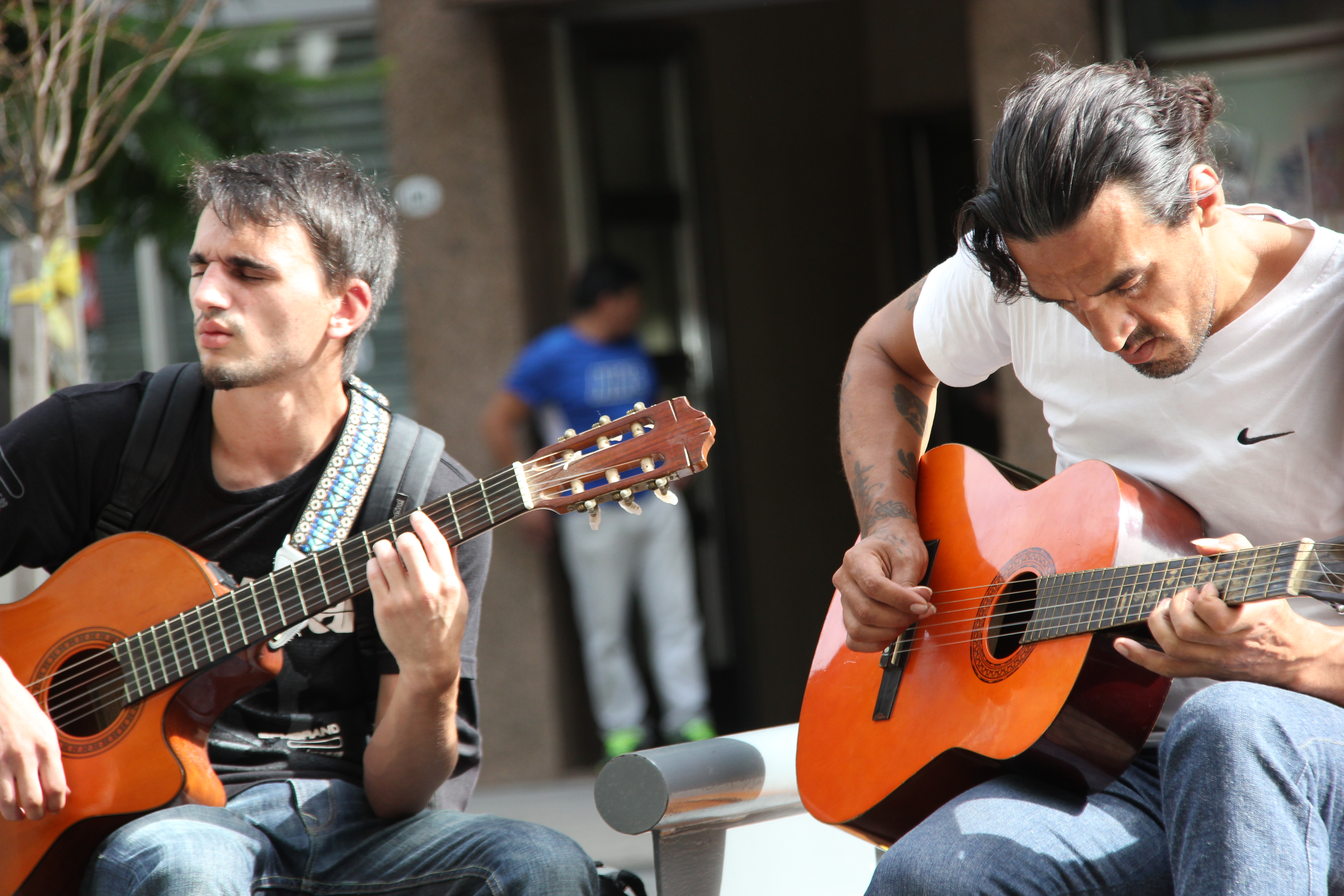
Гітаристи в даунтауні Буенос-Айрес.

Гітарист — музикант, який грає на гітарі. Професійні гітаристи можуть виконувати сольні твори, грати в складі ансамблів або гуртів в широкому діапазоні музичних жанрів. В ансамблі гітарист може виконувати роль ритм-гітари (граючи узгоджено з басом) або соло-гітари (граючи мелодійну партію поверх баса). Також гітарист може акомпанувати собі під час співу. В даний час гітаристи грають із застосуванням новітнього гітарного обладнання, застосовуючи всілякі процеси і способи видобування звуку, від синтетичних до електронних звуків акустичних, електро, класичних, басових та інших.

## Найкращі гітаристи всіх часів
У червні 2020 року журнал Total Guitar опублікував рейтинг найкращих гітаристів усіх часів, складений після опитування щодо 170 популярних виконавців, розподілених по кількох категоріях-жанрах: класичний рок, блюз, хеві-метал, шред, інді та «найкращий зараз» (англ. best right now).

### П'ятірка найкращих рок-гітаристів
- Браян Мей
- Джимі Гендрікс
- Джиммі Пейдж
- Едді Ван Гейлен
- Ерік Клептон